# Läufer-Gruppe
Als Läufer-Gruppe wird eine namentlich heute nicht mehr bekannte Gruppe von Vasenmalern bezeichnet, die in der zweiten Hälfte des 6. Jahrhunderts v. Chr. wichtiger Vertreter des Fikellura-Stils der ostgriechischen Vasenmalerei zur Zeit des orientalisierenden Stils war.
Die Läufer-Gruppe war neben der zeitlich später anzusetzenden Voluten-Zonen-Gruppe die wichtigste Künstlergruppe, die im Fikellura-Stil arbeitete. Wichtigster Vertreter der Gruppe war der Läufer-Maler, der neben dem Altenburg-Maler als bedeutendster Individualkünstler des Stils erkannt wurde. Die Gruppe schmückte ihre Gefäße, meist handelte es sich dabei um Halsamphoren, mit einzelnen Figuren, etwa Satyrn, Mänaden, Pygmäen, Kranichen, Kentauren und vielleicht vereinzelt sogar mit schwer zu deutenden mythologischen Figuren.